# Meridiano 141 W
O meridiano 141 W é um meridiano que, partindo do Polo Norte, atravessa o Oceano Ártico, América do Norte, Oceano Pacífico, Oceano Antártico, Antártida e chega ao Polo Sul. Define parte da fronteira entre o Canadá (Yukon) e os Estados Unidos (Alasca). Forma um círculo máximo com o Meridiano 39 E.
Começando no Polo Norte, o meridiano 141º Oeste tem os seguintes cruzamentos:
| País, território ou mar           | Notas |
| --------------------------------- | --- |
| Oceano Ártico                     | |
| Mar de Beaufort                   | |
| Fronteira Canadá-Estados Unidos / | Yukon/Alasca |
| Estados Unidos                    | Alasca, zona de Yakutat |
| Oceano Pacífico                   | Passa a oeste da ilha Eiao, Polinésia Francesa · Passa a leste do atol Napuka, Polinésia Francesa · Passa a oeste do atol Fangatau, Polinésia Francesa · Passa a oeste do atol Amanu, Polinésia Francesa |
| Polinésia Francesa                | Atol Hao |
| Oceano Pacífico                   | Passa a oeste do atol Paraoa, Polinésia Francesa · Passa a leste do atol Manuhangi, Polinésia Francesa                                                                                                   |
| Oceano Antártico                  | |
| Antártida                         | Território não reivindicado |